# ترافيس ماهوني
ترافيس ماهوني (بالإنجليزية: Travis Mahoney) هو سباح أسترالي، ولد في 24 يوليو 1990 في Box Hill, Victoria ‏ في أستراليا.

## وصلات خارجية
- ترافيس ماهوني على موقع الاتحاد الدولي للسباحة (الإنجليزية)
- ترافيس ماهوني على موقع SwimRankings.net (الإنجليزية)
- ترافيس ماهوني على موقع اللجنة الأولمبية الدولية (الإنجليزية)
- ترافيس ماهوني على موقع أوليمبيديا (الإنجليزية)
- ترافيس ماهوني على موقع اللجنة الأولمبية الأسترالية (الإنجليزية)
- ترافيس ماهوني على موقع اتحاد ألعاب الكومنولث (مؤرشف) (الإنجليزية)